# Ryan Clark
Ryan Clark (nascido em 23 de junho de 1979) é um designer gráfico e músico americano. Ele é mais conhecido como o vocalista da banda de metalcore Demon Hunter, que ele co-fundou com seu irmão gêmeo, o guitarrista Don Clark.
Sendo ele como seu irmão filho de Pastor,tem forte influência do cristianismo refletida no Demon Hunter.

## Historia e Carreira
Anteriormente ao Demon Hunter Ryan foi guitarrista da banda Focal Point, e vocalista da banda Training for Utopia. Ele e seu irmão Don Clark formaram a Demon Hunter em 2000 e lançaram o primeiro álbum da banda no ano seguinte, através da Solid State Records.
O grupo continuou ganhando fama através dos anos.
Seu avô, um artista, ajudou a inspirar o trabalho de seus netos em design gráfico, que atualmente é o trabalho extra-banda de Ryan. Ryan e Don fundaram em Seattle o Asterik Studio, estúdio de trabalhos gráficos com seu amigo Demetre Arges em 2000.
O estúdio criou vários designs para capas de CD, posters, web design, e/ou design de publicidade para diversos artistas, incluindo Liz Phair, P.O.D., e The White Stripes. No entanto, Clark também observa que ele não é um designer e que esse trabalho é normalmente terceirizado.
Com base em sua experiência em design, Don e Ryan foram autores de um capítulo do livro  Novos Mestres do Photoshop, Volume 2 (ISBN 1590593154).
Em 2007, anunciaram que eles deixariam a Asterisk para iniciar o projeto do novo estúdio gráfico Invisible Creature.
Ryan Clark também é diretor de arte da Solid State Records e seu pai da Tooth & Nail Records.
Ele foi duas vezes nomeado para um Grammy Award por seu trabalho de design: em Norma Jean's O God, the Aftermath e em Fair's álbum The Best Worst-Case Scenario.